# 気候離脱
気候離脱（きこうりだつ、climate departure）は、地球温暖化によって、一年の平均気温が1860年から2005年までの145年間の平均気温を超え続けて戻らなくなることである。ハワイ大学のカミロ・モラ教授によって2013年に提唱された概念である。最も早いのはインドネシアのマノクワリで2020年、東京では2041年、アラスカのアンカレッジでは2071年などと予測されている。気候離脱によって即その地域が居住不可能になることを必ずしも意味するわけではないが、絶滅種の増加や水危機、食糧不足といった様々な深刻な影響をもたらすという。モラ教授は、気候離脱の回避は不可能だが、温室効果ガスの排出量を削減することで遅らせることは可能だとしている。